# Doylestown (Ohio)
Doylestown – wieś w USA, w hrabstwie Wayne w stanie Ohio.
Liczba mieszkańców w 2023 roku wynosiła 3 051.